# Шик, Джордж
Джордж Шик (англ. George Schick; 5 апреля 1908, Прага — 7 марта 1985, Нью-Йорк) — чешско-американский дирижёр, преподаватель по вокалу, аккомпаниатор.
Родился в Праге в 1908 году. Окончил Пражскую консерваторию. В 1927—1938 гг. помощник дирижёра в Пражской опере. Затем вынужден был покинуть Чехословакию. В 1939 г. дирижировал в лондонском Ковент-Гардене, затем перебрался в США. Служил в военно-морском флоте во время Второй мировой войны. Во второй половине 1940-х гг. дирижировал оперными спектаклями в Майами и оркестром в Монреале, в 1950—1956 гг. был помощником дирижёра в Чикагском симфоническом оркестре, которым в это время руководил Рафаэль Кубелик. В 1956 году возглавил отдел оперы в Национальной радиовещательной компании. Шик переехал в Нью-Йорк в 1956 году. В 1958—1969 гг. дирижировал в Метрополитен-опера. В 1969—1976 гг. президент Манхэттенской школы музыки.
Умер в Нью-Йорке в 1985 году.